# Hinneryds församling
Hinneryds församling är en församling i Traryd-Hinneryds pastorat i Allbo-Sunnerbo kontrakt, Växjö stift och i Markaryds kommun i Kronobergs län.
Församlingens kyrka heter Hinneryds kyrka.

## Administrativ historik
Församlingen har medeltida ursprung.
Församlingen bildade eget pastorat från 1200-talet från att innan dess och mellan 1536 och 1663 vara annexförsamling i pastoratet Markaryd och Hinneryd, och 1664 åter bilda eget pastorat. År 1709 blev man åter annexförsamling i pastoratet Markaryd och Hinneryd för att 1875 åter bilda eget pastorat. Från 1962 är församlingen annexförsamling pastoratet Traryd och Hinneryd.